# レナリドミド
レナリドミドまたはレナリドマイド（英名: Lenalidomide）とは免疫調節薬 (IMiDs)。2005年に登場した。商品名レブラミド（セルジーン株式会社）。2013年現在、再発もしくは難治性の多発性骨髄腫（Multiple Myeloma: MM）と5番染色体長腕部欠失を伴う骨髄異形成症候群（del(5q)MDS・5q-症候群）の抗悪性腫瘍用剤（治療薬）である。開発コードからCC-5013と表記される場合もある。
1999年にサリドマイドが難治性の多発性骨髄腫 (MM) の約30%に効果を示すことがわかった。レナリドミドはサリドマイドよりさらに効果を高め、副作用を少なくする目的で開発されたサリドマイド誘導体である。レナリドミドはサリドマイドよりTNF-α産生抑制に優れ、Th1細胞増加を刺激することが分かっている。重大な健康被害のおそれのため、医師の指示のない個人輸入は禁じられている。
レナリドミドは再発もしくは難治性の多発性骨髄腫に対して一定の効果を上げ、とくにデキサメサゾン (DEX) との併用で奏効率60%と高い成績を上げている。
また、レナリドミドは5q-症候群に対しても著効を示し、多くの患者が輸血依存から脱却できる可能性がある。

## 多発性骨髄腫
多発性骨髄腫の治療は従来はメルファラン＋プレドニゾロンをはじめとする化学療法あるいは移植治療などであったが、1999年にサリドマイドが効果があることが分かり、さらにレナリドミドやボルテゾミブも加わり、治療法の選択の幅が広がってきた。
再発もしくは難治性の多発性骨髄腫ではレナリドミドを25 mg程度/dayを3週間続け、1週間休薬する投薬が多いが、副作用、特に好中球数を見ながら投薬量を調整することが多い。デキサメサゾンを併用することでさらに効果が増大することが期待されている。

## 骨髄異形成症候群（5番染色体長腕部欠失を伴う骨髄異形成症候群・5q-症候群）
骨髄異形成症候群のうち5番染色体長腕部欠失を伴う骨髄異形成症候群（5q-症候群）ではレナリドミドを10 mg程度/dayを3週間続け、1週間休薬する投薬が多い。レナリドミドの元になったサリドマイドには単球からのTNFの産出を抑制する効果があり、T細胞を刺激する特性もあり、5q-症候群を含む骨髄異形成症候群 (MDS) では赤血球数増加などの効果をもたらすが、副作用が問題になることも多かった。そのため、サリドマイド誘導体で副作用を軽減し、TNFの産生抑制に優れたレナリドマイドが試されたところ効果が認められた。
5q-症候群では貧血が強く輸血依存になることが多かったが、レナリドミドの服用で多くの例で貧血が改善し輸血が不要となっている。しかし、好中球と血小板の減少には注意が必要である。
5q-症候群以外の骨髄異形成症候群でも、一部では貧血の改善が見られることがある。

### 欧米における治験結果
欧米において輸血が不可欠な輸血依存性の5q-を持つMDS患者148人（そのうち厳密な5q-症候群は110人、38人はより不良な5q-併発例）にレナリドミドを10 mg/dayを3週間続け、1週間休薬する投薬を行う治験では148人中99人 (67%) が24週までに輸血が不要になり、保護観察中央値2年後にも53人は輸血が不要なままでいる。5q-クローンの細胞も45%の患者では見られなくなり、28%の患者では異常細胞は見られるもののその数を減らしている。しかし好中球減少と血小板減少は半数の患者でみられ、好中球減少による感染症の死の可能性のある例が少数発生している。白血球減少の副作用はあるものの5q-には効果が明らかにあり、輸血中心の5q-症候群の治療が大きく変化する可能性は高い。

## 副作用
レナリドミドは元になったサリドマイドで見られる眠気や便秘（サリドマイドは元々は睡眠薬として開発されたものである）は少ないが、白血球や血小板数が減ることが多く、そのために3週間内服した後に1週間休薬するサイクルが推奨されている。
また、この薬はサリドマイドの誘導体であり、胎児に極めて強い催奇性を持つので妊婦には絶対に与えてはならない。

## 作用機序
レナリドミドは炎症性疾患とがんの治療に用いられ成功してきた。レナリドミドには複数の作用機序がある。In vivoにおいて、レナリドミドは骨髄間質細胞の支持の阻害、抗血管新生作用および抗破骨細胞形成作用、免疫調節作用によって直接的あるいは間接的に腫瘍細胞のアポトーシスを誘導する。
分子レベルでは、レナリドミドはユビキチンE3リガーゼセレブロンと相互作用すること、それによってイカロス転写因子IKZF1およびIKZF3の選択的分解を引き起こすことが示されている。
5q-症候群では2本ある第5染色体の一方の長腕の一部が欠失しており、カゼインキナーゼCSK1A1セリン/スレオニンキナーゼ5q32がハプロ不全となっている。CSK1A1の発現減少は核β-カテニン蓄積とアポトーシスを引き起こす。レナリドミドはセレブロンと結合し、CSK1A1をユビキチン化することによってCSK1A1の分解を誘導し、5q-細胞のアポトーシスを促進することで、赤血球産生を回復させる。

## 代謝と腎臓
レナリドミドはサリドマイド誘導体であるが、サリドマイドと違い腎代謝なので、腎障害がある場合は減薬、あるいは他剤への切替が必要となる。

## 薬価
レナリドミド (Lenalidomide) 商品名レブラミドカプセル5 mgがアメリカでは2005年、日本では2010年7月に発売されたが、価格は2010年日本円で5 mg 1カプセル8,861円であり、多発性骨髄腫では、それを1日に5カプセル/日服用を3週続けて1週休薬のサイクルで継続しなければならず（4週間ごとに93万円、1年間で約1213万円の薬代）、医療保険制度の整った国家でないと相当に裕福な患者以外には使用できない経済的な問題が発生する可能性がある。

## 化学的性質
レナリドミドはわずかに黄味がかった白色から淡黄色の粉末固体である。水および水と有機溶媒の混合液に対して可溶。水への溶解度は2.33 g/Lであり、酸性溶液に対しては溶解度が増す。pKaは15.21である。
レナリドミドは不斉炭素原子を持つため、S (−) 体とR (+) 体の2つの光学異性体が存在する。これらの旋光度はそれぞれ+側と−側に等しく、薬品としてのレナリドミドはS体とR体が等量ずつ含まれ見た目上の旋光度が0となっている混合物として生産されている。